# Torres Vedras
Torres Vedras este un oraș în Districtul Lisabona, Portugalia.